# دکتر تی و زنان
دکتر تی و زنان (به انگلیسی: Dr. T & the Women) فیلمی در ژانر کمدی محصول سال ۲۰۰۰ است. کارگردان این فیلم رابرت آلتمن، سازنده فیلم‌هایی مثل برش‌های کوتاه و بازیگر است. در این فیلم بازیگرانی مثل ریچارد گی‌یر و هلن هانت به ایفای نقش پرداخته‌اند.